# Aeropuerto de Lugano

Un servicio de bus conecta con los Ferrocarriles Federales Suizos.

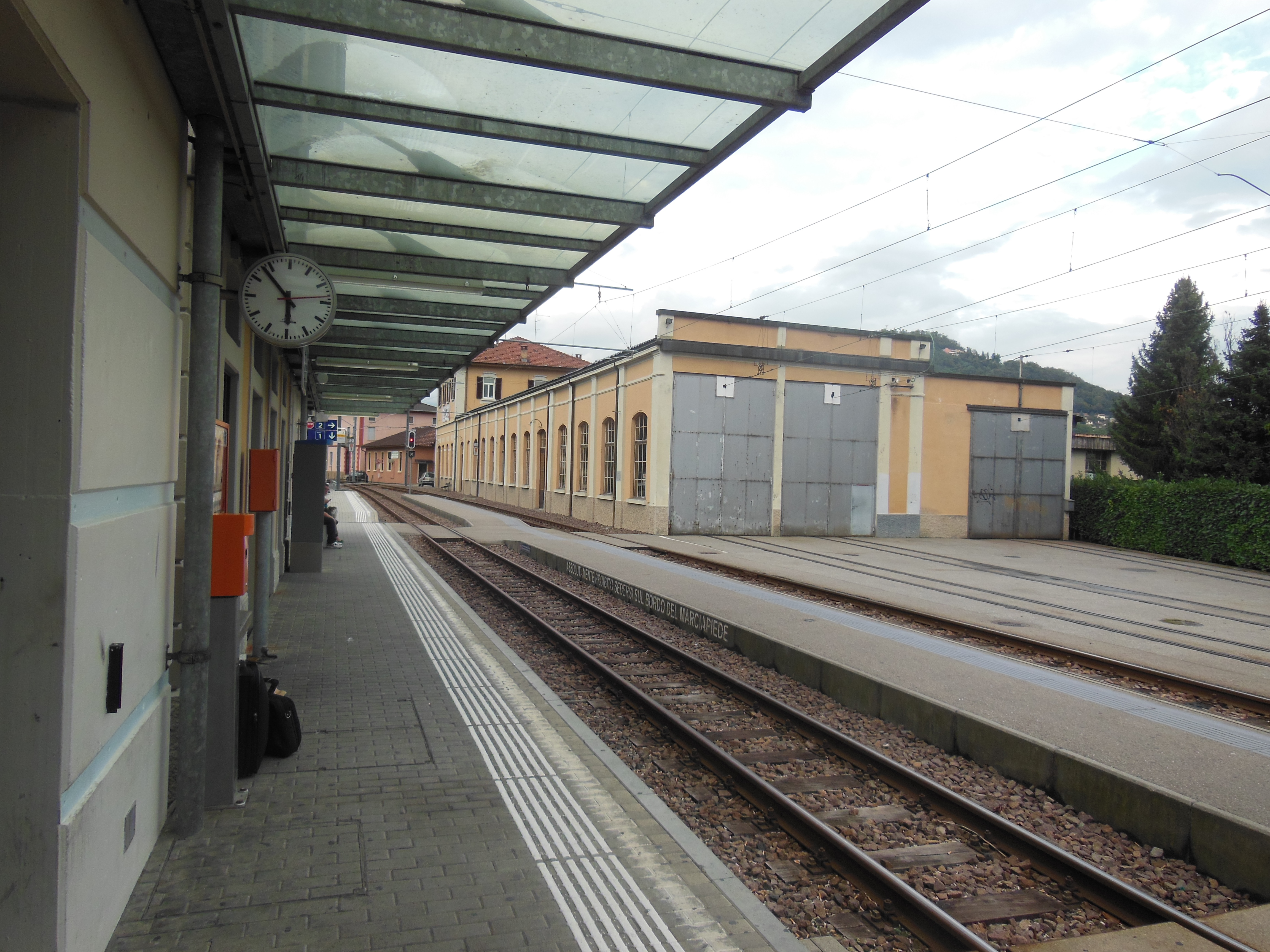
La Estación de Agno queda a 10 minutos a pie.

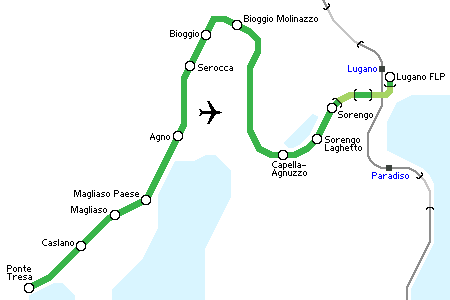
El FLP sirve la estación.

El Aeropuerto de Lugano (en italiano: Aeroporto di Lugano-Agno) (código IATA: LUG - código ICAO: LSZA) está situado la comuna de Agno, que se encuentra en el cantón del Tesino (Suiza). Por eso también es conocido como Aeropuerto de Lugano-Agno.

## Aerolíneas y destinos
| Ciudad | Nombre del aeropuerto              | Aerolíneas                    | Aeronaves        | Frecuencias semanales |        |
| Europa | Europa                             | Europa                        | Europa           | Europa                | Europa |
| ------ | ---------------------------------- | ----------------------------- | ---------------- | --------------------- | ------ |
| Italia |                                    |                               |                  |                       |        |
| Olbia  | Aeropuerto de Olbia-Costa Smeralda | Twin Jet (Chárter estacional) | Beechcraft 1900D |                       |        |

## Estadísticas
Ver fuente y consulta Wikidata.